# Матушевич, Марцин
Марцин (Мартын) Матушевич (пол. Marcin Matuszewicz или Matuszewic; 11 ноября 1714, с. Еленя Берестейского повета на Подляшье — 21 ноября 1773) — государственный деятель Великого княжества Литовского, генеральный секретарь Радомской конфедерации (1767), каштелян берестейский (1768—1773), поэт, писатель и переводчик XVIII века.

## Биография
Происходил из небогатого шляхетского рода герба Лебедь, но благодаря способностям и полученному образованию, а также покровительству ряда польских магнатов, сумел достичь значительных успехов и сделать карьеру.
Обучался в приходской школе в  Каменце, в иезуитских коллегиях Бреста, Дрохичина и Варшавы. Служил у магната Яна Фредерика Сапеги.
Во время бескоролевья 1733-1736 присоединился к конфедерации в защиту Станислава Лещинского.
Исполнял должности берестейского гродского писаря (1738), подстолия берестейского (1740), земского писаря  (1752).
В 1740 г. установил контакты с подканцлером Михаилом Фредериком Чарторыйским. В середине 40-х разорвал отношения с Сапегами и перешел под покровительство Чарторийских.
В 1750-1752 гг. примкнул к политическому лагерю Радзивиллов, по причине перехода Чарторийских в оппозицию к королевской власти. Одновременно стал судиться с Чарторийскими под предлогом распространения последними слухов о его недворянском происхождении.
В 1755-1756 гг. судебное дело с Чарторийскими стало занимать центральное место в политической борьбе между магнатскими родами Радзивиллов и Чарторийских.
В 1756 г. установил контакт с лидером профранцузской партии в Речи Посполитой великим гетманом коронным Яном Клеменсом Браницким и французским послом Дюрандом. В последующем сотрудничал и с Радзивиллами, и с Браницким.
Во время бескоролевья 1763-1764 гг. перешел на сторону Чарторийских и присоединился к Генеральной конфедерации Великого княжества Литовского.
В 1765 стал земским судьей в Бресте, вернулся к своим бывшим протеже
1767 г. -  избирался послом (депутатом) Сейма Речи Посполитой. В том же году был генеральным секретарëм Радомской конфедерации и участником Сейма Репнина.
С 1768 и до смерти — каштелян берестейский. Позитивно относился к Барской конфедерации, однако участия в ней не принимал.

## Творчество
М. Матушевич писал стихи на польском и латинском языках. В 1752-1760 гг. перевел на польский язык "Сатиры" Горация (изданы в Варшаве в 1784). В книге были напечатаны его 3 рифмованные "Приложения".
Автор панегиристских мемуаров, изданных в первый раз в 4-х томах только в 1876. Эти мемуары во всей наготе раскрывали ужасное политическое, умственное и моральное разложение в Польше в первой половине XVIII века. М. Матушевич писал о тайнах частной жизни шляхты, срывах Сеймов, продажности судей, разврате, пьянстве и т. д. При этом, излагал всё это с таким спокойствием и отстраненностью, даже с улыбкой, как будто говорил о чëм то рядовом, будничном, что не должно никого обидеть. С удивлением приводил пример об одном инкогнито (польском магнате графе Браницком), называя его тронувшимся в уме, и потому не берущим взяток у иноземцев.
Под конец жизни М. Матушевич писал, в основном, мемуары, имеющие ныне большую историческую ценность. Его сочинения охватывают период с 1714 по 1764 гг.
Отец Фаддея (Тадеуша) Матушевича (1765—1819), польского государственного деятеля, министра финансов Царства Польского.